# بلک‌واتر (میزوری)
بلک واتر (به انگلیسی: Blackwater) یک شهر در ایالات متحده آمریکا است که در شهرستان کوپر، میزوری واقع شده‌است. بلک واتر ۰٫۸۵ کیلومتر مربع مساحت و ۱۶۲ نفر جمعیت دارد و ۱۹۲ متر بالاتر از سطح دریا قرار دارد.